# John O'Keeffe (scrittore)
John O'Keeffe (Dublino, 24 giugno 1747 – Southampton, 4 febbraio 1833) è stato un commediografo, cantante e librettista irlandese.

## Biografia
O'Keeffe fu uno dei più famosi scrittori di drammaturgia inglese
afterpiece, un genere teatrale diffuso nel XVIII e nel XIX secolo.
Dal totale di settantanove opere teatrali scritte da O'Keeffe, cinquantasette
furono eseguite per la prima volta sui palcoscenici di Londra dal 1778 al 1798 e alcune di esse diventarono pezzi di repertorio famose anche negli Stati Uniti d'America, in Australia e in India.
O'Keeffe collaborò con i principali musicisti e tecnici di palcoscenico, era un grande amico di importanti drammaturghi, direttori teatrali e attori del suo tempo, tra i quali John Edwin.
O'Keeffe studiò alla Dublin Society Schools, ma si appassionò al teatro e nell'estate del 1762 andò da sua zia a Londra, dove assistette a molti spettacoli ed esordì quando era ancora studente, con una commedia intitolata Il generoso amante (The Generous Lovers, 1774).
Tornò in Irlanda due anni dopo, per scrivere e recitare in opere teatrali nei
teatri dublinesi della Smock Alley e di Crow Street, dove ottenne un ottimo successo con canzoni ed operette, in cui evidenziò la sua ricca vena di verseggiatore acuto, brillante e orecchiabile,tra le quali Lei è galante (The She Gallant, 1767).
Nel 1774 O'Keeffe sposò l'attrice Mary Heaphy, figlia di due attori di successo, prima di trasferirsi nuovamente a Londra nel 1777, dove eseguì all'Haymarket Theatre e al Royal Opera House un grande numero di trii, duetti, canzoni, e numerose "comic operas",iniziando da un sequel della commedia di Oliver Goldsmith Ella si umilia per vincere (She Stoops to Conquer), intitolato Tony Lumpkin in città (Tony Lumpkin in Town, 1778).
All'età di cinquant'anni soffrì di problemi di vista che lo portarono alla cecità, e nel 1803, ricevette una pensione dal Covent Garden, che nel 1820 diventò una pensione reale.
Tra le sue opere di maggiore popolarità, raccolte da lui in quattro volumi, si possono menzionare La bugia del giorno (The lie of the day),La piacevole sorpresa (The agreeable surprise, 1781).
Il saggista e critico letterario William Hazlitt definì O'Keefee «il Molière inglese» e disse «nella scherzosità, nella risata spensierata e nella piacevole esagerazione dell'umorismo, non abbiamo pari a lui».

## Opere
- Lei è galante (The She Gallant, 1767);
- Il generoso amante (The Generous Lovers, 1774);
- Il trifoglio (The Shamrock, 1777);
- Tony Lumpkin in città (Tony Lumpkin in Town (1778);
- Il genero (The Son-in-Law, 1779);
- La piacevole sorpresa (The Agreeable Surprise, 1781);
- Il castello di Andalusia (The Castle of Andalusia, 1782);
- Il morto vivo (The dead alive, 1783);
- Il povero soldato (The Poor Soldier, 1783);
- Fountainbleu, o, La nostra strada in Francia (Fountainbleu, or, Our way in France, 1784);
- Avena selvatica (Wild Oats, 1791).